# UFO: Enemy Unknown
UFO: Enemy Unknown (na terenie Ameryki Północnej nazwana X-COM: UFO Defense) – gra komputerowa napisana przez Juliana Gollopa i wydana przez MicroProse 31 grudnia 1993. Gra jest pierwszą grą z serii X-COM. Seria łączy elementy gry ekonomicznej, taktycznej i strategicznej i uważana jest za rozwinięcie pomysłu z gry Laser Squad.
Gra ta już w 1995 doczekała się następnej części X-COM: Terror from the Deep, a m.in. problemy z obsługą gry pod Windows spowodowały wydanie UFO: Enemy Unknown Gold Edition (także Collector's Edition). Wykorzystując silnik klasycznego X-COM powstała też jej odmiana sieciowa UFO:2000. W marcu 2007 ukazała się darmowa gra The Pocket UFO rosyjskiej firmy SMK Software dla platformy Pocket PC.
W 2012 roku powstał remake gry pod tytułem XCOM: Enemy Unknown.

## Rozgrywka
Gra posiada dwie warstwy rozgrywki – strategiczną w czasie rzeczywistym (ekran Geoscape) i pojedyncze misje bojowe w trybie turowym (ekran Battlescape). W miarę rozwoju badań gracz poznaje nowe rodzaje broni, adaptując technologie Obcych. Oprócz żołnierzy do dyspozycji ma też małe czołgi, a nowo opanowane technologie pozwalają w końcu na budowę coraz większych statków transportowych i produkcję specjalnych kombinezonów bojowych.

## Opis fabuły
W 1998 roku aktywność UFO znacząco się zwiększa. Szerzą się plotki o uprowadzeniach i atakach przeprowadzanych przez tajemniczych Obcych. W celu obrony przed agresorem powołana zostaje na międzynarodowej konferencji w Genewie dnia 11 grudnia 1998 roku organizacja o nazwie X-COM (akr. od Extraterrestrial Combat Unit), którą kieruje gracz.
1 stycznia 1999 rozpoczyna działalność pierwsza baza X-COM, rozpoczyna się „pierwsza wojna z obcymi” (First Alien War). Organizacja napotyka kolejne rasy Obcych odpowiedzialne za najazd na naszą planetę, zdobywa coraz większą wiedzę o nich i ich wyposażeniu przez badania naukowe, w końcu opanowuje ich technologię do produkcji własnych pojazdów i broni. 
Rosnąca aktywność Obcych wymaga od X-COM częstych interwencji poza bazą – Obcy terroryzują wielkie miasta, ale też lądują na planecie w różnych miejscach, a nawet budują własne bazy i atakują te należące do X-COM. Równie ważny jest aspekt ekonomiczny – niezadowolone z dużej aktywności Obcych na swoim terenie państwa członkowskie mogą nie tylko zwiększać lub zmniejszać swój udział w dofinansowaniu X-COM, ale wręcz wycofać się z niego i zawrzeć pakt z Obcymi. Dodatkowo stopień niezadowolenia państw członkowskich zależy od ilości ofiar wśród cywili i zniszczeń w czasie misji.
Oprócz zagrożeń ze strony broni konwencjonalnej Obcych, posiadają oni także zdolności psioniczne, dzięki czemu mogą siać panikę wśród naszych żołnierzy, ale także przejmować nad nimi kontrolę. Żołnierze posiadają różne cechy, rozwijane w wyniku doświadczeń nabytych w czasie walk, podobnie jak i awanse na wyższe stopnie. Na charakterystyki te wpływ ma m.in. obciążenie postaci czy jej morale w czasie misji.
W trakcie wojny z Obcymi walka trwa też w powietrzu – setki statków Obcych z załogami lub bez ściera się z myśliwcami X-COM, wiele wraków zostaje przejętych, ale i X-COM ponosi straty. W czasie trwającej 3 lata wojny następuje znaczny rozwój technologiczny Ziemian, a przesłuchania Obcych wskazują na konieczność wysłania silnego oddziału na Marsa, gdzie w bazie na Cydonii znajduje się ich centrum dowodzenia. Przed zniszczeniem bazy na Ziemię dociera stamtąd dziwny sygnał.